# Juttadinteria
Genre
Classification phylogénétique
Juttadinteria Schwantes est un genre de plante de la famille des Aizoaceae.
Juttadinteria Schwantes, in Z. Sukkulentenk. 2: 182 (1926)
Type : Juttadinteria kovisimontana (Dinter) Schwantes (Mesembryanthemum kovisimontanum Dinter)

## Liste des sous-genres
- Juttadinteria subgen. Juttadinteria
- Juttadinteria subgen. Namibia Schwantes

Synonymie :
- Namibia (Schwantes) Schwantes

## Liste des espèces
- Juttadinteria albata L.Bolus
- Juttadinteria attenuata Walg.
- Juttadinteria ausensis Schwantes
- Juttadinteria buchubergensis Dinter
- Juttadinteria cinerea Schwantes
- Juttadinteria dealbata L.Bolus
- Juttadinteria decumbens Schick & Tisch.
- Juttadinteria delaetiana Schwantes
- Juttadinteria deserticola Schwantes
- Juttadinteria elizae L.Bolus
- Juttadinteria insolita L.Bolus
- Juttadinteria kovisimontana (Dinter) Schwantes
- Juttadinteria longipetala L.Bolus
- Juttadinteria montis-draconis Schwantes
- Juttadinteria pomonae Schwantes
- Juttadinteria proxima L.Bolus
- Juttadinteria rheolens L.Bolus
- Juttadinteria simpsonii Schwantes
- Juttadinteria suavissima Schwantes
- Juttadinteria tetrasepala L.Bolus
- Juttadinteria tugwelliae Schwantes